# Центральный банк Доминиканской Республики
Центральный банк Доминиканской Республики (исп. Banco Central de la República Dominicana) — центральный банк Доминиканской Республики.

## История
9 октября 1947 года основан государственный Центральный банк Доминиканской Республики, получивший монопольное право выпуска банкнот. Банк начал операции 23 октября того же года. В том же году банк начал выпуск банкнот.